# Етюд у рожевих тонах
Етюд у рожевих тонах (англ. A Study in Pink) — перший епізод телевізійного серіалу Шерлок, вперше вийшов на BBC One і BBC HD 25 липня 2010. Він знайомить з головними героями і першим таємничим убивством. Основою епізоду послужили мотиви першої повісті сера Артура Конан Дойля про Шерлока Холмса «Етюд у багряних тонах».
Сценарій епізоду був створений Стівеном Моффатом, одним з авторів серіалу. Спочатку був знятий 60-хвилинний епізод про Шерлока під керівництвом Коки Гейдройц. Однак в BBC вирішили не запускати цей епізод в ефір, а доручили зняти три епізоди по 90 хвилин. Серіал був перезнятий цього разу режисером Полом Макгіганом. Британська рада з класифікації фільмів видала сертифікат епізоду "12" (що означає "для дітей старше 12 років"), і він вийшов на DVD 30 серпня 2010.

## Сюжет
Колишній військовий лікар Джон Ватсон, що служив в Афганістані і отримав поранення в бою, повертається до Лондона. Університетський друг знайомить його з ексцентричним детективом Шерлоком Холмсом, який підшукує сусіда. Вони поселяються в квартирі 221б по Бейкер-стріт, що належить літній господині місіс Хадсон.
У місті відбувається серія самогубств, які поліцейський відділ на чолі з інспектором Лестрейдом вважає взаємопов'язаними. Холмс пропонує Ватсону відвідати місце четвертого злочину як доктору. Четверта загибла, жінка в рожевому, залишає на підлозі видряпаний напис «Rache». Оглядаючи тіло і місце злочину, Холмс робить висновок, що напис, всупереч думці судмедексперта Андерсена, не німецьке слово «rache» , що означає «помста», а недописане ім'я «Rachel» (укр. Рейчел). Помітивши бризки бруду на ногах жертви, Шерлок робить висновок про наявність у неї валізи, проте валіза на місці виявлена не була. Справа зацікавлює його і він упевнений, що всі три випадки — вбивство.
По дорозі додому з місця злочину, Джона забирає невідома машина й привозить на порожній склад. Там Джон зустрічає людину, яка називає себе «заклятим ворогом» Шерлока Холмса і пропонує Джону винагороду за інформацію про його сусіда по квартирі, однак той відмовляється. Після повернення Джона додому, Шерлок просить його відправити повідомлення на номер останньої загиблої жертви з пропозицією про зустріч. Шерлок, який самостійно відшукав валізу жертви і не знайшов в ньому телефона, робить висновок, що телефон у вбивці і таким чином намагається його виманити. Поряд з місцем зустрічі, як зауважує Шерлок, зупинилося таксі; наздогнавши його він дізнається, що пасажир — американець, який щойно прибув в місто, і, отже, не вбивця.
Скотленд-Ярд дізнавшись, що Шерлок виявив валізу убитої, підозрює його у приховуванні доказів. Поки інспектори обшукують його квартиру, Шерлок здогадується, що ім'я «Рейчел» — пароль електронної пошти вбитої з доступом до GPS-навігації телефона, який вона, знаючи, що помре, підкинула вбивці. Скориставшись картою, вони обчислюють, що сигнал йде з квартири 221б, а місіс Хадсон повідомляє, що внизу Шерлока очікує таксі. Шерлок здогадується, залишає квартиру і виїжджає з таксистом. Таксист розповідає йому, що пов'язаний з вбивствами, але самостійно жертв не вбивав — вони самі вбивали себе після розмови з ним. Він пропонує Шерлоку зіграти в ту ж гру. Прибувши в будівлю бібліотеки, він пропонує йому під дулом пістолета вибрати з двох пляшечок, в одній з яких таблетки нешкідливі, а в іншому — отруйні, до того ж, ті пігулки, які залишаться таксист прийме сам. Намагаючись з'ясувати, яка вигода таксиста у всьому цьому, він дізнається, що той невиліковно хворий, а організувати все це йому допоміг якийсь «шанувальник» Шерлока. Таксист впевнений, що Шерлок хоче вирішити головоломку і тому вибере одину з ампул.
Джон, користуючись GPS, вичислює місцезнаходження таксі. Побачивши через вікно сусіднього будинку Шерлока, готового прийняти одну з таблеток, Джон вбиває таксиста з пістолета. Шерлок намагається дізнатися у вмираючого чоловіка, чи правильну пляшечку він вибрав і хто такий «шанувальник». Чоловік вимовляє «Моріарті» і вмирає. Тим часом, будівлю оточує поліція і Шерлок, починаючи робити висновки про стріляв, розуміє, що це був Джон і прикриває його перед поліцейськими. Залишаючи місце злочину, обидва стикаються з чоловіком, який привіз Джона на склад. Ним виявляється Майкрофт Холмс, старший брат Шерлока. Шерлок і Джон повертаються на Бейкер-стріт, а Майкрофт дає вказівку своїй секретарці пильніше спостерігати за його братом.

## Прем'єра
Вперше епізод вийшов в ефір на каналі BBC1 в 21:00 25 липня 2010. Його подивилося 9230000 глядачів, що становить 28,7% аудиторії Великої Британії.

## У ролях[6]

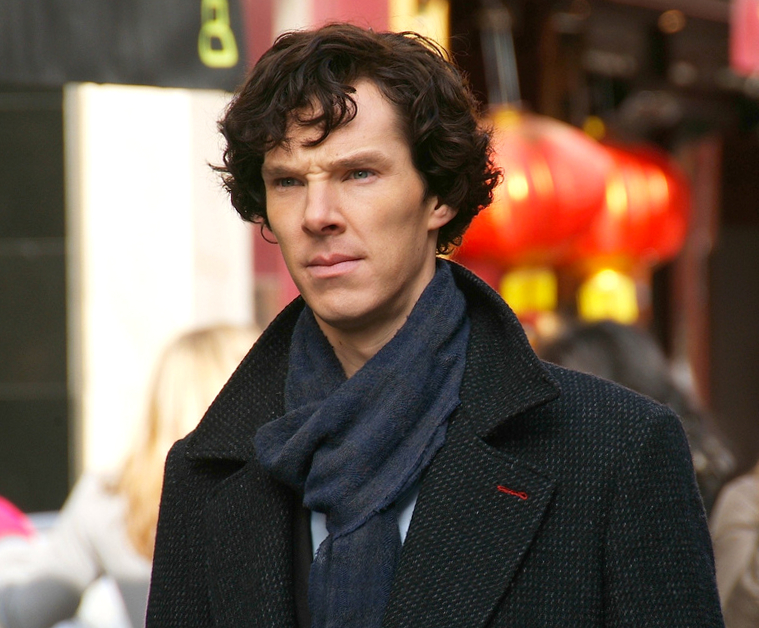
Бенедикт Камбербетч у ролі Шерлока Холмс

- Шерлок Холмс — Бенедикт Камбербетч

- Доктор Вотсон — Мартін Фріман

- місіс Хадсон — Уна Стаббс

- інспектор Лестрейд — Руперт Грейвс

- Майкрофт Холмс — Марк Гатісс